# Sam Cooke (musikalbum)
Sam Cooke (även känd som Songs of Sam Cooke) är det första studioalbumet med den amerikanske sångaren Sam Cooke. Backingbandet är Bumps Blackwell Orchestra. Albumet utgavs mars 1958. Sam Cooke klättrade till nummer 16 på Billboard-listan.

## Låtlista

### Sida 1
1. "You Send Me" (Sam Cooke, ursprunglig krediterad L.C. Cook) – 2:41
2. "The Lonesome Road" (Gene Austin, Nathaniel Shilkret) – 2:31
3. "Tammy" (Jay Livingston, Ray Evans) – 3:30
4. "Ol' Man River" (Jerome Kern, Oscar Hammerstein II) – 2:39
5. "Moonlight in Vermont" (John Blackburn, Karl Suessdorf) – 2:40
6. "Canadian Sunset" (Eddie Heywood, Norman Gimbel) – 2:57

### Sida 2
1. "Summertime" (DuBose Heyward, George Gershwin) – 2:25
2. "Around the World" (Harold Adamson, Victor Young) – 1:58
3. "Ain't Misbehavin'" (Andy Razaf, Fats Waller, Harry Brooks) – 2:05
4. "The Bells of St. Mary" (A. Emmett Adams, Douglas Furber) – 2:17
5. "So Long" (Remus Harris, Russ Morgan, Irving Melsher) – 2:38
6. "Danny Boy" (Frederic Weatherly) – 2:16
7. "That Lucky Old Sun" (Beasley Smith, Haven Gillespie) – 2:19